# Łyczana
Łyczana – wieś w Polsce położona w województwie małopolskim, w powiecie nowosądeckim, w gminie Korzenna.
| SIMC    | Nazwa     | Rodzaj     |
| ------- | --------- | ---------- |
| 0436134 | Granice   | przysiółek |
| 0436111 | Klin      | część wsi  |
| 0436128 | Przylasek | część wsi  |

W latach 1975–1998 miejscowość administracyjnie należała do województwa nowosądeckiego.
We wsi urodził się Juliusz Janusz, polski duchowny katolicki, arcybiskup, nuncjusz apostolski na Węgrzech.